# Neuvěřitelné příběhy Bucketa a Skinnera
Neuvěřitelné příběhy Bucketa a Skinnera (v anglickém originále Bucket & Skinner's Epic Adventures) je americký televizní seriál vysílán na dětské stanici Nickelodeon, který měl premiéru 1. července 2011 v USA a 19. listopadu 2012 v Česku. V USA se seriál vysílal až do 7. října 2011, kdy se odvysílala první polovina první série. Po pětiměsíční pauze, 17. března 2012 se odvysílala druhá polovina, i přesto seriál nebyl dovysílán. Dne 5. července 2012, potvrdila Ashley Argota, že Nickelodeon seriál zrušil. Po pár měsících Argota napsala, že zbytek epizod první série se odvysílá na TeenNick v USA, i když byly některé epizody odvysílané v ostatních zemích.

## O seriálu
Seriál sleduje život dvou kluků, kteří žijí ve vymyšleném kalifornském městě Pacific Bluffs. Často chlapci jednají ukvapeně a zadělají si na pořádný konflikt.

## Obsazení

### Hlavní postavy
- Bucket (Taylor Gray) - Bucket chodí do prváku na střední školu. Je to Skinnerovo nejlepší kamarád. Svůj volný čas tráví surfingem a snaží se zapůsobit na Kelly. Jeho největším konkurentem ve hře o Kelly je Aloe. Bucket je o trochu více chytřejší než jeho kamarád Skinner a realističtější.
- Skinner (Dillon Lane) - Skinner je nejlepší kamarád Bucketa a vášnivý surfař. Je velmi bystrý a jeho touha po epickém dobrodružství je většinou zavede do pořádného maléru. Má fotografickou paměť a jeho velmi dobrý břichomluvec.
- Kelly Peckinpaughová (Ashley Argota) - Kelly je skvělá surfařka. Pracuje na částeční úvazek v surfařském obchodě. Poté se objeví i jako plavčice s Aloem.
- Piper Peckinpaughová (Tiffany Espensen) - Piper je chytřejší mladší sestra Kelly a sekundární protivník seriálu. Využívá svého důvtipu, aby se stalo to, co potřebuje k uspořádání jejího záludného plánu. Je zamilovaná do Skinnera.
- John "Aloe" Aloysius (Glenn McCuen) - Je Bucketovo protivník a primární protivník v seriálu. Používá své peníze a popularitu, aby uvedl Bucketa a Skinnera do rozpaků. Skoro vždy ho doprovází kamarád Sven. Je velmi svalnatý, má úžasné prsní svaly a abs. Je kapitánem surfařského týmu. Má osmiletého bratra. Aloe je také zamilovaný do Kelly.
- Three Pieces (George Back) - Three je Bucketovo strýc a majitel surfařského obchodu. Je to bývalý mistr v surfingu a vždy se snaží zapůsobit na dámy. Je kamarád se všemi Bucketovo kamarády. Také je velmi dobrý zpěvák.

### Vedlejší postavy
- Sven (DC Cody) - Aloeův nejlepší kamarád. Není moc bystrý a hezky jako Aloe, ale dělá vše, co mu Aloe poručí, hlavně trapnosti Bucketovi a Skinnerovi.
- Blake (Bryan Craig) - Blake je Kellynin přítel. Je to atlet. Objevil se ve třech epizodách.